# Paris (Kentucky)
Paris es una ciudad ubicada en el condado de Bourbon en el estado estadounidense de Kentucky. En el Censo de 2010 tenía una población de 8553 habitantes y una densidad poblacional de 552,88 personas por km².

## Geografía
Paris se encuentra ubicada en las coordenadas 38°12′42″N 84°16′7″O / 38.21167, -84.26861. Según la Oficina del Censo de los Estados Unidos, Paris tiene una superficie total de 15.47 km², de la cual 15.39 km² corresponden a tierra firme y (0.52%) 0.08 km² es agua.

## Demografía
Según el censo de 2010, había 8553 personas residiendo en París. La densidad de población era de 552,88 hab./km². De los 8553 habitantes, Paris estaba compuesto por el 81.13% blancos, el 11.52% eran afroamericanos, el 0.19% eran amerindios, el 0.4% eran asiáticos, el 0% eran isleños del Pacífico, el 4.13% eran de otras razas y el 2.64% pertenecían a dos o más razas. Del total de la población el 6.68% eran hispanos o latinos de cualquier raza.